# Malaysische Badmintonmeisterschaft 2009
Die Malaysische Badmintonmeisterschaft 2009 fand bereits vom 9. bis zum 12. Dezember 2008 in Alor Setar als Proton Malaysia Grand Prix Finals statt.

## Sieger und Platzierte
| Disziplin    | Gold                        | Silber                       | Bronze                                      |
| ------------ | --------------------------- | ---------------------------- | ------------------------------------------- |
| Herreneinzel | Lee Chong Wei               | Chong Wei Feng               | Daren Liew                                  |
| Herreneinzel | Lee Chong Wei               | Chong Wei Feng               | Chan Kwong Beng                             |
| Dameneinzel  | Julia Wong Pei Xian         | Lydia Cheah Li Ya            | Ng Sin Er                                   |
| Dameneinzel  | Julia Wong Pei Xian         | Lydia Cheah Li Ya            | Stephanie Shalini                           |
| Herrendoppel | Chan Peng Soon Lim Khim Wah | Goh V Shem Ong Jian Guo      | Koo Kien Keat Tan Boon Heong                |
| Herrendoppel | Chan Peng Soon Lim Khim Wah | Goh V Shem Ong Jian Guo      | Chan Chong Ming Chew Choon Eng              |
| Damendoppel  | Goh Liu Ying Ng Hui Lin     | Chong Sook Chin Woon Khe Wei | Ho Bee Ling Nairul Suhada Abdul Latif       |
| Damendoppel  | Goh Liu Ying Ng Hui Lin     | Chong Sook Chin Woon Khe Wei | Lim Yin Loo Marylen Ng Poau Leng            |
| Mixed        | Koo Kien Keat Ng Hui Lin    | Tan Wee Kiong Woon Khe Wei   | Razif Abdul Latif Chong Sook Chin           |
| Mixed        | Koo Kien Keat Ng Hui Lin    | Tan Wee Kiong Woon Khe Wei   | Zakry Abdul Latif Nairul Suhada Abdul Latif |